# Radonschutz
Unter Radonschutz versteht man Maßnahmen, die Konzentration von Radon in Gebäuden zu verringern.
Das chemische Element Radon ist ein natürliches, sehr schweres und radioaktives Edelgas, das beim spontanen radioaktiven Zerfall von Uran entsteht. Dadurch gelangt Radon in Gebieten mit Uranerzvorkommen in die Bodenluft. Die Konzentrationen sind dabei unterschiedlich hoch. Nebst den Quellen spielt auch die Luftdurchlässigkeit des Untergrundes eine entscheidende Rolle. Deshalb kann die Radonbelastung in einem Gebiet lokal erheblich schwanken, so dass aus den Übersichtskarten nicht direkt auf die Belastung eines Grundstücks geschlossen werden kann.

## Vorkommen und Wirkung von Radon
Radon kann vor allem durch Fugen und undichte Stellen in erdberührende Räume eindringen. Je nach Eintrittsmenge des Radons und abhängig vom Luftwechsel kann es zu einer signifikanten Belastung der Innenraumluft kommen. Zur Ermittlung der Radonkonzentration in einem Raum werden Radondosimeter (Abfiltern der Zerfallsprodukte und Auswerten der Energie der Alpha-Teilchen) oder zeitauflösende Messgeräte genutzt. Weil die Radonkonzentration in der Regel großen zeitlichen Schwankungen unterworfen ist, haben Messungen über weniger als einen Monat wenig Aussagekraft. Empfohlen werden Messungen über einen Zeitraum von drei Monaten bis zu einem Jahr.
Die Strahlenschutzkommission des Bundesumweltministeriums hat in einem Gutachten vom 12. Mai 2005, in dem alle vorhandenen Gesundheitsstudien zum Radon ausgewertet worden sind, berichtet, dass im „Bereich von 100 bis 200 Bq/m³ eine statistisch signifikante Erhöhung der Lungenkrebsrate durch Radon gegeben ist“.
Die Weltgesundheitsorganisation WHO setzt den kritischen Wert gesundheitsschädlicher Wirkung von Radon bei 100 Bq/m³ an.
Eine Untersuchungen des Schweizerischen Tropen- und Public Health-Instituts (Swiss TPH) im Rahmen der Schweizerischen Nationalen Kohortenstudie zeigt, dass Radon im Wohnumfeld auch das Risiko, an bösartigem Hautkrebs (malignes Melanom) zu erkranken, erhöht.

## Situation in Deutschland
In Deutschland ist die Radonbelastung relativ gut untersucht. Die Konzentration von 100 Bq/m³ wird in Gebäuden nur in wenigen Regionen überschritten. Hierzu gehören zum Beispiel das Erzgebirge, der Thüringer Wald, der Bayerische Wald, die Eifel, der Schwarzwald, das Fichtelgebirge, der Harz und Teile des Alpenvorlandes.
Das Gesetz zum Schutz vor der schädlichen Wirkung ionisierender Strahlung (Strahlenschutzgesetz – StrlSchG) hat im Jahr 2017 für die über das Jahr gemittelte Radon-222-Aktivitätskonzentration in der Luft in Aufenthaltsräumen und an Arbeitsplätzen je einen Referenzwert von 300 Becquerel je Kubikmeter bestimmt. Zunächst sollen Bauherren ihn durch Vorsorge bei Neu- oder Umbau in derartigen Innenräumen unterbieten. Staatliche Stellen werden verpflichtet, die Allgemeinbevölkerung über Schutzmaßnahmen und ihren Sinn aufzuklären, Erkundungen zu unternehmen, Pläne zu erstellen und über deren Effizienz zu berichten, diesen Zielwert zu erreichen. Diejenigen, die für einen Arbeitsplatz in einem Bereich mit zu erwartender erhöhter Radonexposition, also etwa in einem untertägigen Bergwerk oder Radonheilstollen, einer Anlage zur Wassergewinnung oder in einem Keller oder Erdgeschoss in einem amtlich festgelegten Radonvorsorgegebiet verantwortlich sind, haben in bestimmten Abständen Messungen durchzuführen und bei Überschreitungen diese zu melden und dort unverzüglich Maßnahmen zur Reduktion zu ergreifen. So wurden etwa nahezu das gesamte Erzgebirge und sächsische Vogtland zum Radonvorsorgegebiet.

## Situation in der Schweiz
In der Schweiz ist die Radonbelastung in Gebäuden gut untersucht. Alle Messkampagnen des Bundesamtes für Gesundheit und der Kantone sind abgeschlossen. Die Datenbasis wird aber laufend erweitert, in dem die vom BAG anerkannten Messstellen (private Labors) ihre Messungen in einer zentralen Datenbank erfassen.
Die Schweiz gehört zu den von Radon am meisten betroffenen Ländern. Die Gebiete mit den höchsten Radonwerten befinden sich in den Kantonen Tessin, Uri, in Regionen von Graubünden und im Neuenburger Jura. In diesen Gebieten sind einzelne Gebäude mit über 1000 Bq/m³ anzutreffen. In beinahe dem gesamten Gebiet der Schweiz muss ohne Radonschutz in Gebäuden mit Werten von über 300 Bq/m³ gerechnet werden (mittlere bis hohe Belastung).
Bis Ende 2017 galt in der Schweiz ein gesetzlicher Grenzwert von 1000 Bq/m³ und ein Zielwert von 400 Bq/m³ für Neubauten und Sanierungen (Strahlenschutzverordnung). Jedoch fordert die Baunorm SIA 180 „Wärmeschutz, Feuchteschutz und Raumklima in Gebäuden“, Version 2014 (SIA Normen gelten in der Schweiz als anerkannten Regeln der Technik), folgendes:
- Die Radonkonzentration soll möglichst tief, aber sicher unter 300 Bq/m3 liegen;
- Wände von erdberührenden Wohnräumen müssen radondicht sein;
- Maßnahmen zur Radonprävention müssen bei der Planung von Neubauten berücksichtigt werden.

Die Strahlenschutzverordnung führt ab dem 1. Januar 2018 einen Referenzwert von 300 Bq/m3 ein, der die bisherigen Grenzwerte ablöst.

## Schutzmaßnahmen

### Luftreinigung
Edelgase sind chemisch inert, sie reagieren kaum mit anderen Elementen. Das macht es faktisch unmöglich, Radon aus der Luft zu filtrieren oder zu sorbieren. Dagegen handelt es sich bei den auch radioaktiven Folgeprodukten um Partikel, die vereinzelt jedoch zu klein sind, um effektiv von einem handelsüblichen Luftreiniger mit HEPA- und Aktivkohlefilter eingefangen zu werden. Lediglich wenn sich die radioaktiven Partikel an andere Aerosole anbinden, konnte in Versuchen eine Reduktion der Belastung der Innenraumluft mit radioaktiven Stäuben festgestellt werden. Eine signifikante Reduktion der Belastung durch Radon und dessen Folgeprodukte kann mit einer Filtration der Raumluft nicht erreicht werden.

### Abdichtung
In Neubauten wird der Radonschutz meist mit radondichten Ausführung von Bodenplatte und erdberührenden Wänden in Form einer Weißen oder Schwarzen Wanne realisiert. Dabei ist vor allem bei Durchführung von Leitungen (Wasser, Abwasser, Elektro, Erdsonden, Fernwärme, Glasfaser) auf eine gute Abdichtung zu achten. Ein nachträgliches Abdichten von Gebäuden im Bestand führt im besten Falle zu einer mäßigen Reduktion der Radonkonzentration.
Die ersten „radondichten“ Keller in Deutschland wurden als Pilotprojekt bereits ab 1993 im Erzgebirge als Fertigteilkeller aufgebaut.

### Kontrolliertes Wegführen von Radon
Mit Drainageröhren (Löcher nach unten) um oder auch unter einem Gebäude kann Radon gesammelt und meist ventilatorgestützt weggeführt werden. Radon kann auch aus Kellern und Hohlböden mit einem Ventilator weggelüftet werden. Dabei ist aber darauf zu achten, dass ausreichend Außenluft nachströmen kann – erzeugt man durch diese Ventilation einen Unterdruck im Raum, wird das vermehrt Bodenluft, die Radon enthält, ansaugen.
Bei einer hohen Luftdurchlässigkeit des ganzen Untergrundes bietet sich die Möglichkeit einer punktuellen Absaugung, eines sogenannten „Radonbrunnens“, an. Dabei handelt es sich um mit Geröll gefüllte Schächte, aus denen über ein Rohr mit einem Ventilator Bodenluft angesaugt und ins Freie abgeführt wird. Mit einem solchen Brunnen können unter günstigen Bedingungen mehrere Gebäude stark von Radon entlastet werden.

### Gebäude mit Überdruck belüften
In der Regel reichen ein paar wenige Pascal Überdruck, um ein Gebäude beinahe radonfrei zu halten. Dies erreicht man mit einem separaten Ventilator, der dem Raum Luft zuführt oder mit einer Lüftungsanlage. Bei der Lüftungsanlage muss gewährleistet sein, dass in jedem Betriebszustand das Abluftvolumen geringfügig kleiner ist als das Zuluftvolumen.

## Andere Quellen von Radioaktivität, Baustoffradioaktivität
In einem Gutachten des Bundesamtes für Strahlenschutz sind der durchschnittliche Radiumgehalt von Baustoffen, Bindemitteln und anderen Zusätzen aufgelistet. Die Aktivität der entsprechenden Baustoffe wird nach der Leningrader Summenformel berechnet.